# Ai Yazawa
Ai Yazawa (矢沢あい?, Yazawa Ai; Osaka, 7 marzo 1967) è una fumettista giapponese.

## Biografia
Il suo è un nome d'arte, tratto dal nome del cantante giapponese Eikichi Yazawa. Fin da piccola è stata un'appassionata di disegno. Durante le scuole medie inferiori ha partecipato al suo primo concorso come fumettista per la casa editrice Shūeisha (per cui scrive e disegna tuttora), vincendo il primo premio come esordiente.
Oltre al disegno, Yazawa ha una grande passione per la moda com'è facilmente intuibile dai suoi fumetti costantemente curati e dettagliati nella riproduzione dell'abbigliamento, ama inoltre confezionare abiti per se stessa. Questa passione l'ha portata ad iscriversi ad un istituto di moda di Osaka, abbandonato ben presto per trasferirsi a Tokyo per dedicarsi interamente al lavoro di mangaka. Ad oggi vediamo ancora viva questa sua passione testimoniata dai frequenti richiami alla stilista Vivienne Westwood effettuati nel suo più recente manga Nana.
Il primo manga pubblicato in Italia è stato Gokinjo monogatari, il quale deriva dalla serie animata conosciuta in italiano come Curiosando nei cortili del cuore. In seguito è stato pubblicato il racconto in tre volumi Kagen no tsuki pubblicato in Italia col titolo Ultimi raggi di luna. Sono inoltre stati pubblicati il seguito di Gokinjo monogatari (intitolato Paradise Kiss) e Tenshi nanka ja nai col titolo di Non sono un angelo.
Nel giugno del 2009, è stato rivelato che Yazawa aveva contratto una grave malattia, e che pertanto doveva essere ricoverata in ospedale per essere curata, interrompendo così la serializzazione di Nana. È stata dimessa nell'aprile del 2010, ma ha dichiarato di non sapere se o quando riprenderà la lavorazione del manga. Sono state fatte diverse ipotesi sull'origine della malattia, ma Yazawa ha sempre mantenuto il più stretto riserbo. In un'intervista del 2016 ha tuttavia rassicurato di non soffrire di un male incurabile, rassicurando così i numerosi fan che lei non aveva un cancro o leucemia, ma che comunque non riesce ad usare correttamente una penna o restare seduta alla scrivania da lavoro senza provare dolore.
Ai Yazawa ha anche realizzato un calendario di Nana nel 2016. Sempre nel 2016, ha illustrato una breve storia inedita, pubblicata poi nel numero del gennaio 2017 della rivista giapponese Cookie. Nell'ottobre dello stesso anno, ha creato un'illustrazione inedita in collaborazione con la cantante JUJU.
Non ci sono ancora dichiarazioni certe riguardo al proseguimento di Nana e altre opere.
Nel 2024 collabora con la casa di moda per abiti da sposa Lulu Felice, per la quale disegna una nuova illustrazione che vede ritratte Nana Osaki e Mikako Koda, personaggi rispettivamente di Nana  e Paradise Kiss.

## Opere
- Ano Natsu (?, Quell'estate) (1984)
- 15 Nenme (15年目?) (1986)
- Love Letter (ラブレター?, Rabureta) (1987)
- Escape (エスケープ?, Esukēpu, Fuga) (1988)
- Kaze ni Nare! (風になれ?) (1988)
- Ballade Made Sabani Ite (バラードまでそばにいて?) (1989)
- Marine Blue - Accarezzati dal vento marino (マリンブルーの風に抱かれて?, Marine Blue no Kaze ni Dakarete, Abbracciata dal vento marino blu) - 4 tankōbon (1990)
- Non sono un angelo (天使なんかじゃない?, Tenshi Nanka Ja Nai, Non sono un angelo) - 8 tankōbon (1991)
- Usubeni No Arashi (?) (1992)
- Cortili del cuore (ご近所物語?, Gokinjo monogatari) - 7 tankōbon (1995)
- Ultimi raggi di luna (下弦の月?, Kagen no Tsuki) - 5 tankōbon (1998)
- Paradise Kiss ( パラダイス・キス?, Paradaisu Kisu) - 7 tankōbon (1999)
- Nana (ナナ?, Nana) - 21 tankōbon, in pausa (2000)